# La Soledad, Santiago Amoltepec
La Soledad är en ort i Mexiko.   Den ligger i kommunen Santiago Amoltepec och delstaten Oaxaca, i den sydöstra delen av landet, 400 km sydost om huvudstaden Mexico City. La Soledad ligger 1 613 meter över havet och antalet invånare är 323.
Terrängen runt La Soledad är varierad. La Soledad ligger uppe på en höjd. Runt La Soledad är det ganska tätbefolkat, med 54 invånare per kvadratkilometer. Närmaste större samhälle är Llano Nuevo, 3,7 km sydväst om La Soledad. I omgivningarna runt La Soledad växer huvudsakligen savannskog.